# Sol Liptzin
Solomon Liptzin (geb. 27. Juli 1901 in Satanow, Russisches Kaiserreich (heute Ukraine); gest. 15. November 1995 in Jerusalem) war Forscher und Autor zu jiddischer und deutscher Literatur. Er gilt als einer der wesentlichen Förderer der jiddischen Sprache und Literatur als wissenschaftliche Forschungsgebiete.

## Leben
Sol Liptzin wurde am 27. Juli 1901 in Satanow geboren, als Sohn von Benjamin und Fannie Liptzin. Mit neun Jahren kam er 1910 in die USA, nach New York und erhielt 1912 die amerikanische Staatsbürgerschaft. Er studierte später Englische Literatur am City College New York und erlangte seinen M.A. an der Columbia University, wo er auch promovierte (1924), über Shelley in Germany. Für seine Dissertation war er zwischen 1922 und 1924 mehrfach in Deutschland gewesen. Ab 1923 lehrte er am City College. Dort war er ab 1933 Assist. Prof., ab 1939 Assoc. Prof. und ab 1943 (oder 1948) ordentl. Germanistik-Professor. Von 1943 an bis 1958 war Liptzin auch Chairman des department of German and Slavic languages, bis zu seinem Ruhestand – als Professor für Vergleichende Literaturwissenschaft – 1962/1963. Seit 1962/ 1963 lebte er in Jerusalem, wo er Gastprofessor an der Tel Aviv University (Fulbright Lecturer, 1962–63) und am Haifa Technion (1962–66) war. Bereits 1929 bis 1940 übte er diese Tätigkeit an der Yeshiva University aus. Von 1968 bis 1974 lehrte er als Professor am American College in Jerusalem.
Sol Liptzin war mit Anna Ohrenstein Liptzin verheiratet, mit der er zwei Töchter hatte. Er starb im Alter von 94 Jahren in Jerusalem.

## Wirkung
Er forschte ausgiebig zur Literatur des Jung-Wien und zur Jüdischen Identität in der Österreichischen und Deutschen Literatur. In seiner späten Schaffensphase schrieb Liptzin verstärkt über biblische Themen in der Literatur. Daneben war er langjähriger Kenner des Werks Arnold Zweigs, mit dem er mehrmals brieflich korrespondierte und diesen zwei Mal persönlich traf.
Weitere Bekanntschaften macht er 1929 und 1930 mit Richard Beer-Hofmann, Uriel Birnbaum, Arthur Schnitzler, Ernst Waldinger und Stefan Zweig. Bis 1936 hielt er sich dann regelmäßig in Wien auf. Er war Mitbegründer der Bar-Ilan-Universität, der geisteswissenschaftlichen Abteilung des American College sowie des geisteswissenschaftlichen Programms des Technion in Haifa. Darüber hinaus wirkte Liptzin als editor der Jewish Book Annual (von 1953 bis 1956) und der Encyclopaedia Judaica.
Weiterhin arbeitete er für das YIVO, so als Academic Secretary, war National Chairman der Jewish State Zionists of America und Präsident der College Yiddish Association.

## Veröffentlichungen (Auswahl)
Liptzin veröffentlichte 20 Bücher sowie rund 130/200 Aufsätze, dazu eine hohe Zahl an Rezensionen.
- The weavers in German literature. Vandenhoeck & Ruprecht, Göttingen 1926.
- Richard Beer-Hofmann. Bloch Publ., New York 1936.
- Germany's stepchildren. Jewish Publ. Soc. of America. Philadelphia 1944.
- Generation of decision. Jewish rejuvenation in America. Bloch, New York 1958.
- The flowering of Yiddish literature. Yoseloff, New York 1963.
- The Jew in American literature. Bloch, New York 1966.
- A history of yiddish literature. David, Middle Village, N. Y. 1972, ISBN 0-8246-0124-6.
- Biblical themes in world literature. KTAV Publ. House, Hoboken, NJ 1985, ISBN 978-0-88125-063-3. (entstanden aus Sammlung von Artikeln Liptzins aus der Zeitschrift Dor Le Dor)

## Auszeichnungen und Ehrungen
- 1988 Bar-Ilan Award der Bar-Ilan-Universität[1]
- 1988[1] o. 1989 Emma Shaver Prize (Shalom Aleichem Institute in Tel Aviv) für seine Leistungen zur Jiddischen Literatur und Kultur[2]
- Ehrenpräsident des Jewish Book Council of America[4]